# Transit (Henry Miller)
Pour les articles homonymes, voir Transit.
Transit (Just wild about Harry) est une pièce de théâtre de l'écrivain américain Henry Miller parue en 1963. C'est la seule pièce de théâtre écrite par l'auteur de Tropique du Cancer qui donne de nombreuses indications sur le jeu, les personnages, la scénographie et a précisément indiqué la musique à utiliser sur scène.

## Personnages
- Harry
- Jeanie
- La fille du bar
- Le nain
- Le jeune homme
- Le Dr. Kharkhovski
- Le truand
- L'aveugle
- Le barman

Autres personnages
Des joueurs de billard, des amis d'Harry, le vieux messager, des musiciens de rue allemands, un peintre en bâtiment à vélo, une vieille à sa fenêtre, un gros allemand à sa fenêtre, trois hommes saouls, deux policiers, la « Mère » et quatre porteurs, un ambulancier et un interne, la mère de Harry.

## Adaptation française
La pièce Just wild about Harry a été adaptée en français par Georges Belmont et Hortense Chabrier sous le titre Transit. Elle a été jouée pour la première fois le 24 février 1977 au Théâtre national de Chaillot (Salle Gémier) dans une mise en scène de François Joxe,. Les principaux personnages était interprétés par Michel Fortin, Marie-Georges Pascal et Annick Roux. La création française de la pièce a été accompagnée de sa publication dans la collection Eugène Clarence Braun-Munk des éditions Stock.

## Principales productions
Compagnie Le Chantier Théâtre, Théâtre national de Chaillot, 1977 (création française),
Mise en scène, décors et costumes de François Joxe, Musique d' Antoine Cuvelier.
Avec Michel Fortin (Harry), Marie-Georges Pascal (Jeanie), Annick Roux (la fille du bar), Antonin Moeri (le jeune homme), Eugène Berthier (le nain), Pierrik Mescam (Kharkhovski), Claude Barichasse (le jeune truand), Jim Adhi Limas (l'aveugle), Antonin Baryel (le barman), Brigitte Winstel (l'oiseau), Jean Bouyer (le télégraphiste), Mado Maurin (la mère de Harry), Didier Maucort, Bob Derr, Dominique Peraldi, Christian Jehanin

## Éditions
- Aux États-Unis : La pièce a été publiée à New York en 1963 par les éditions New Directions puis reprise chez le même éditeur dans la collection Paperbook en 1979[3] (ISBN 978-08112-0724-9).
- Au Royaume-Uni : La pièce a été publiée à Londres en 1964 par les éditions MacGibbon & Kee[4].
- En France : La pièce, traduite par Georges Belmont et Hortense Chabrier, a été publiée à Paris aux éditions Stock en 1977[5]  (ISBN 2-234-00666-X).